# Томаш Багінський
Томаш Багінський (пол. Tomasz Bagiński; нар. 10 січня 1976 р., Білосток) — польський ілюстратор, аніматор та режисер, митець-самоук. Три роки вивчав архітектуру в Варшавській політехніці, поки не полишив навчання задля створення фільмів. Один із його творів — фільм «Катедра» (пол. Katedra) — був номінований на премію «Оскар» в категорії найкращий анімаційний короткометражний фільм.

## Творчість
Його перший студентський фільм «Дощ» (англ. Rain) здобув кілька регіональних нагород та сприяв влаштуванню у компанію «Platige Image», де він отримав посаду креативного директора. З 1999 до 2002 він працював над своєю дебютною короткометражкою «Катедра», заснованою на оповіданні Яцека Дукая. Короткометражний фільм виграв головну нагороду на фестивалі анімації та спеціальних ефектів SIGGRAPH, а через рік був висунутий на здобуття «Оскара» за найкращий анімаційний короткометражний фільм.
В 2004 році створив свою другу короткометражку — «Мистецтво занепаду» (пол. Sztuka spadania), — і в 2005 році знов отримав нагороду на SIGGRAPH, ставши єдиним, хто здобув дві головні нагороди цього фестивалю.
В 2009 році Багінський зрежисерував наступну короткометражну анімацію — «Кінематограф» (пол. Kinematograf), засновану на коміксі Матеуша Скутника «Монохромія» (пол. Monochrom) зі збірки «Революції» (пол. Rewolucje).
На замовлення «Репортерів без кордонів» створив короткометражну анімацію «Зроблено в Китаї» (англ. Made in China). Вона мала бути опублікована в 2008 році, проте була відкладена замовниками.
Також на замовлення «Бі-Бі-Сі» зрежисерував рекламний ролик до Зимових Олімпійських ігор в Сочі, який вийшов в січні 2014 року.
В жовтні 2014 року Багінський і його студія отримали від Польського Інституту Кіномистецтва фінансування в розмірі 150 тисяч злотих на створення художнього фільму «Відьмак» по творам Анджея Сапковського.
Окрім створення власних авторських проектів, займається спецефектами й анімацією для реклами і кіно. Є автором обкладинок до більшості книжок Яцека Дукая.
Постановою від 24 квітня 2012 року за видатний внесок у польську та світову культуру, досягнення в творчості та мистецтві президент Польщі Броніслав Коморовський нагородив Томаша Багінського Лицарським хрестом Ордена Відродження Польщі. Вручення нагороди відбулося 3 травня того ж року.

## Фільмографія
- 1998: «Дощ» (англ. Rain) — режисер, сценарист;
- 2001: «Катедра» (пол. Katedra) — режисер, сценарист, аніматор;
- 2004: «Мистецтво занепаду» (пол. Sztuka spadania) — режисер, сценарист, продюсер;
- 2007: «Відьмак» (пол. Wiedźmin) — режисер вступного і фінального роликів комп'ютерної гри;
- 2009: «Сім брам Єрусалима» (пол. Siedem Bram Jerozolimy) — режисер анімації;
- 2009: «Кінематограф» (пол. Kinematograf) — режисер, сценарист;
- 2010: «Анімована історія Польщі» (пол. Animowana historia Polski) — режисер;
- 2011: «Move Your Imagination — EURO 2012 UEFA»;
- 2012: Вступний ролик розширеного видання відеогри «Відьмак 2: Вбивці королів»;
- 2012: «Хардкор 44» (пол. Hardkor 44);
- 2013: Трейлер відеогри «Cyberpunk 2077» — режисер, сценарист;
- 2013: Трейлер відеогри «Відьмак 3: Дикий Гін»;
- 2014: «Натура» (пол. Natura) — рекламний ролик Бі-Бі-Сі до Зимових Олімпійських ігор 2014 року — режисер;
- 2014: «Амбітність» (англ. Ambition) — фільм про місію космічного апарата Розетта до комети Чурюмова-Герасименко;
- 2015: «Легенди польські: Змій» (пол. Legendy Polskie: Smok) — режисер;
- 2015: «Легенди польські: Твардовський» (пол. Legendy Polskie: Twardowsky) — режисер;
- 2015: Трейлер відеогри «For Honor» — режисер;
- 2016: «Легенди польські: Твардовський 2.0» (пол. Legendy Polskie: Twardowsky 2.0) — режисер;
- 2016: «Легенди польські: Операція „Василіск“» (пол. Legendy Polskie: Operacja Bazyliszek) — режисер;
- 2016: «Легенди польські: Яга» (пол. Legendy Polskie: Jaga) — режисер;
- 2023: «Лицарі Зодіаку» (англ. Knights of the Zodiac) — режисер.